# جامعة أبردين
جامعة أبردين (بالإنجليزية: University of Aberdeen)‏ و(بالإسكتلندية: Varsity o Aiberdeen)‏ واحدة من أهم الجامعات البريطانية، وإحدى الجامعات السبع العتيقة في الجزر البريطانية. تقع بمدينة أبردين في اسكتلندا. تأسست عام 1495.
تضم الجامعة كليات الآداب، والعلوم والهندسة، والحقوق وعلم اللاهوت والطب. يلحق بها عدد من الكليات والمعاهد منها: كلية بحرية ومركز حكومي للبحوث التجريبية في التغذية والأسماك. يبلغ عدد الطلاب الذين التحقوا بها 14,150 طالب للعام الدراسي 2016-2017.

## تاريخها
كليتا الملك ومارشيال 
انظر أيضًا كلية الملك، أبردين و-كلية ماريشال لتاريخ قبل 1860
جامعة أبردين هي واحدة من الجامعات العريقة في اسكتلندا. تأسست أول جامعة في أبردين، كلية الملك، في شباط / فبراير 1495 من قبل ويليام إلفينستون، اسقف أبردين ومستشار في اسكتلندا، تنفيذاً لطلب نيابة عن الملك جيمس الرابع إلى البابا إسكندر السادس مما أدى إلى صدور الأمر البابوي.أنشئت الجامعة بالقرب من كاتدرائية القديس مشار، وكانت قد خصصت مصلى لها، شيدت في 1509، إلى الثالوث والسيدة العذراء مريم في بلدها [2] المهد. أول من استلم إدارة الجامعة هو هكتور بويس، خريج وأستاذ في جامعة باريس وقتها، والذي عمل عن كثب مع إلفينستون لتطوير الجامعة.
تم التخلص من الموظفين الروم الكاثوليك في كلية الملك بعد الإصلاح الاسكتلندي ولكن في نواح أخرى كانت مقاومة إلى حد كبير للتغيير. جورج كيث-ايرل ماريشال الخامس- كان رائداً للإصلاح في الجامعة وداعماً لأفكار بيتر راموس الإصلاحية.[3] وفي إبريل 1593 كان قد أساس جامعة ثانية في المدينة، كلية ماريشال. (والجدير بالذكر أن أبردين كانت تشكل ظاهرة وقتها حيث كان من غير المعتاد وجود أكثر من جامعة في مدينة واحدة).

## أعلام الجامعة

### فائزون بجائزة نوبل
- جورج باغيت طومسون - أستاذ في الفلسفة الطبيعية (الفيزياء) في جامعة أبردين من عام 1922 حتى 1930. نال بالاشتراك مع عالم الفيزياء الأمريكي كلنتون دافيسون بجائزة نوبل للفيزياء عام 1937 «عن اكتشافهم التجريبي (المستقل) لظاهرة حيود الإلكترونات بالكريستلات».
- جون مكليود - بالتشارك مع فردريك بانتنغ، ونالا جائزة نوبل للطب عام 1923 عن الأبحاث التي أدت إلى تطوير الإنسولين كعلاج للسكري.
- جون بويد - مدير معهد رويت وأستاذ علم الزراعة من عام 1942 حتى 1945. نال جائزة نوبل للسلام عام 1949 اعترفاً لمساهمته في مكافحة الجوع حول العالم.
- فردريك سودي - أستاذ في الكيمياء في جامعة أبردين من عام 1914 حتى 1919، ونال جائزة نوبل في الكيمياء عام 1921 عن عمله على النشاط الإشعاعي والنظائر.
- ريتشارد سينج - عالم كيمياء حيوية عمِل في معهد روويت من عام 1948 حتى 1967، ونال بالاشتراك مع عالم الكيمياء البريطاني أرشر مارتين جائزة نوبل في الكيمياء عام 1952 لاختراعه الاستشراب التقاسمي وهي تقنية تُستخدم في فصل خلائط المواد الكيميائية المتشابهة والتي كان من شأنها إحداث ثورة في مجال الكيمياء التحليلية.

## وصلات خارجية
- الموقع الرسمي
- مُناظر جامعة أبردين
- رابطة طلاب جامعة أبردين (بالإنجليزية)